# Zemmix
Zemmix  fue una serie de videoconsolas compatible con las computadoras MSX producidas por la electrónica surcoreana Daewoo Electronics Co., Ltd. entre los años de  1985 y 1995. Las consolas solo se vendieron el en territorio de corea Sur.

## Hardware

### Modelos de consola
Todas los modelos fueron  diseñados para funcionar en televisores de estándar NTSC, las consolas cuentan con salida RF y RCA para conectar a un televisor y tienen un adaptador universal para conectar a la red eléctrica de 120/230 voltios.
Las consolas tenían una letra después del número de serie. las letras indicaban los colores de la consola. para identificar es la siguiente 
- W -(white) colores blanco y plata
- R -(red) colores rojo y negro
- B -(yellow) colores amarillo, azul y negro

Por ejemplo, CPC 51W era sería un Zemmix V color blanco y plateado

#### Consolas compatibles  MSX
- CPC-50 ( Zemmix ) [1]
- CPC-51 ( Zemmix V ) [1]

#### Consolas compatibles MSX2
- CPC-61 ( Zemmix Súper V ) [1]

#### Consolas compatibles  MSX2+
- CPG-120 ( Zemmix Turbo ) [1]

#### Consola compatible con MSX2+ basada en FPGA
- Zemmix Neo (por Retroteam Neo) [2]
- Zemmix Neo Lite (por Retroteam Neo) [3]

#### Consola compatible con MSX2+ (Turbo R) basada en Raspberry PI
- CPC-Mini (con licencia) - Zemmix Mini (de Retroteam Neo) [4]

### Periféricos

#### de  Daewoo
- CPJ-905: Joystick MSX para la consola Zemmix CPC-51
- CPJ-600: Joypad MSX para la consola Zemmix CPC-61
- CPK-30: teclado para Zemmix CPC-61
- CPJ-102K: joystick para CPC-330
- CPK-31K: dispositivo de entrada para CPC-330

#### de  Zemina
- Divisor de puertos para teclado y cartucho [5]
- La caja de música Zemina [6]
- Un kit de actualización para MSX2 [5]
- Una tarjeta PC Zemmix [5]
- Tarjetas de expansión de RAM MSX [7]
- Una 'Tarjeta Familiar' que permite al usuario jugar juegos de Famicom en Zemmix [8]

## Software
Las Empresas desarrolladoras coreanas que produjeron algunos juegos exclusivos para Zemmix:
- Aproman
- Boram
- Trébol
- Daou Infosys
- FA Soft
- Mirinae
- Prosoft
- Pantalla
- Topía
- Uttum
- Zemina

La mayoría de los juegos para Zemmix  funciona con MSX / MSX 2 / MSX2+ .